# 连发式地震带
连发式地震带，是在一定周期内以多次7～7.5级大型地震释放其绝大部分积累能量的地震帶，其破坏力较单发式地震带略小。多数发生地震的地区位于连发式地震带。

## 世界地震带
- 中華人民共和國部分连发式地震带 
  - 喜马拉雅山地震带（部分）
  - 康定-甘孜地震带
  - 六盘山地震带
  - 兰州-天水地震带
  - 武都-马边地震带
  - 海河（河北）平原地震带
  - 东南沿海地震带

- 台湾地震带